# Риттмен (Огайо)
Риттмен (англ. Rittman) — місто (англ. city) в США, в округах Вейн і Медіна штату Огайо. Населення — 6131 особа (2020).

## Географія
Риттмен розташований за координатами 40°58′24″ пн. ш. 81°47′4″ зх. д. / 40.97333° пн. ш. 81.78444° зх. д. (40.973373, -81.784583).  За даними Бюро перепису населення США в 2010 році місто мало площу 16,82 км², з яких 16,66 км² — суходіл та 0,17 км² — водойми.

## Демографія
Згідно з переписом 2010 року, у місті мешкала 6491 особа в 2547 домогосподарствах у складі 1763 родин. Густота населення становила 386 осіб/км².  Було 2752 помешкання (164/км²).
Расовий склад населення:
| - 97,2 % — білих - 0,4 % — чорних або афроамериканців - 0,4 % — азіатів - 0,2 % — корінних американців |

До двох чи більше рас належало 1,6 %. Частка іспаномовних становила 1,2 % від усіх жителів.
За віковим діапазоном населення розподілялося таким чином: 23,9 % — особи молодші 18 років, 61,4 % — особи у віці 18—64 років, 14,7 % — особи у віці 65 років та старші. Медіана віку мешканця становила 38,5 року. На 100 осіб жіночої статі у місті припадало 95,7 чоловіків;  на 100 жінок у віці від 18 років та старших — 93,0 чоловіків також старших 18 років.
Середній дохід на одне домашнє господарство  становив 59 160 доларів США (медіана — 46 523), а середній дохід на одну сім'ю — 66 159 доларів (медіана — 56 225). Медіана доходів становила 42 419 доларів для чоловіків та 34 518 доларів для жінок. За межею бідності перебувало 13,0 % осіб, у тому числі 18,1 % дітей у віці до 18 років та 2,1 % осіб у віці 65 років та старших.
Цивільне працевлаштоване населення становило 2993 особи. Основні галузі зайнятості: освіта, охорона здоров'я та соціальна допомога — 25,4 %, виробництво — 23,0 %, роздрібна торгівля — 13,3 %, мистецтво, розваги та відпочинок — 8,0 %.